# Gare de Shiraichi
La gare de Shiraichi (白市駅, Shiraichi-eki) est une gare ferroviaire de la ville de Higashihiroshima, dans la préfecture d'Hiroshima au Japon. La gare est exploitée par la compagnie JR West.

## Situation ferroviaire
La gare de Shiraichi est située au point kilométrique (PK) 263,9 de la ligne principale Sanyō.

## Historique
La gare de Shiraichi a été inaugurée le 25 janvier 1895.

## Service des voyageurs

### Accueil
La gare dispose d'un bâtiment voyageurs, avec guichets, ouvert tous les jours.

### Desserte
- Ligne principale Sanyō :
  - voie 1 : direction Mihara et Fukuyama
  - voies 2 et 3 : direction Hiroshima